# Mo'Cheddah

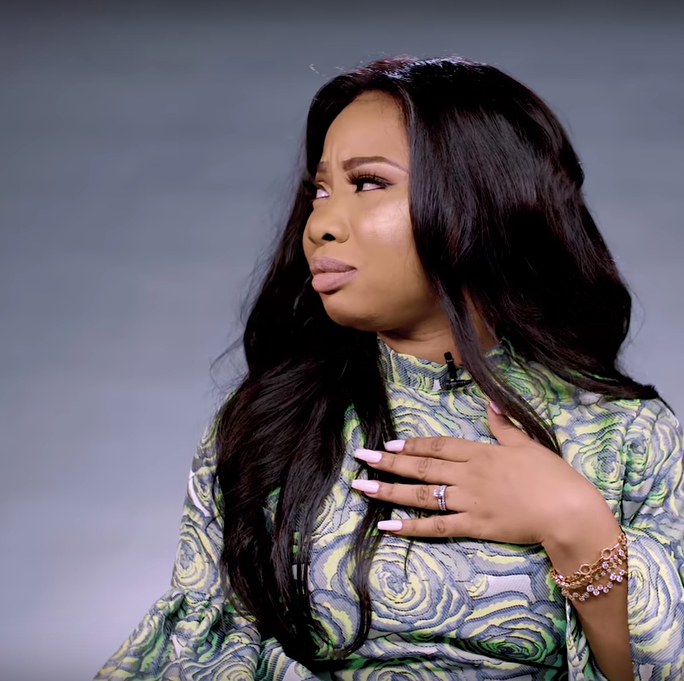
Foto de 2019

Modupe-Oreoluwa Oyeyemi (Lagos, 16 de octubre de 1990) es una cantante nigeriana. Su nombre artístico es Mo'Cheddah (Mocheeda/Mocheddah). 

## Biografía
Nacida en Lagos, es la cuarta de cinco hijos. Su familia proviene de Osun.
Desde los 12 años se interesó por la música. En 2010 sacó su disco Franchise Celebrity.
Además es diseñadora de moda. Se graduó en artes en la Universidad de Lagos.
En 2018 se casó con el político y prínipe yoruba Bukunyi Olateru-Olagbegi.